# University of the Witwatersrand

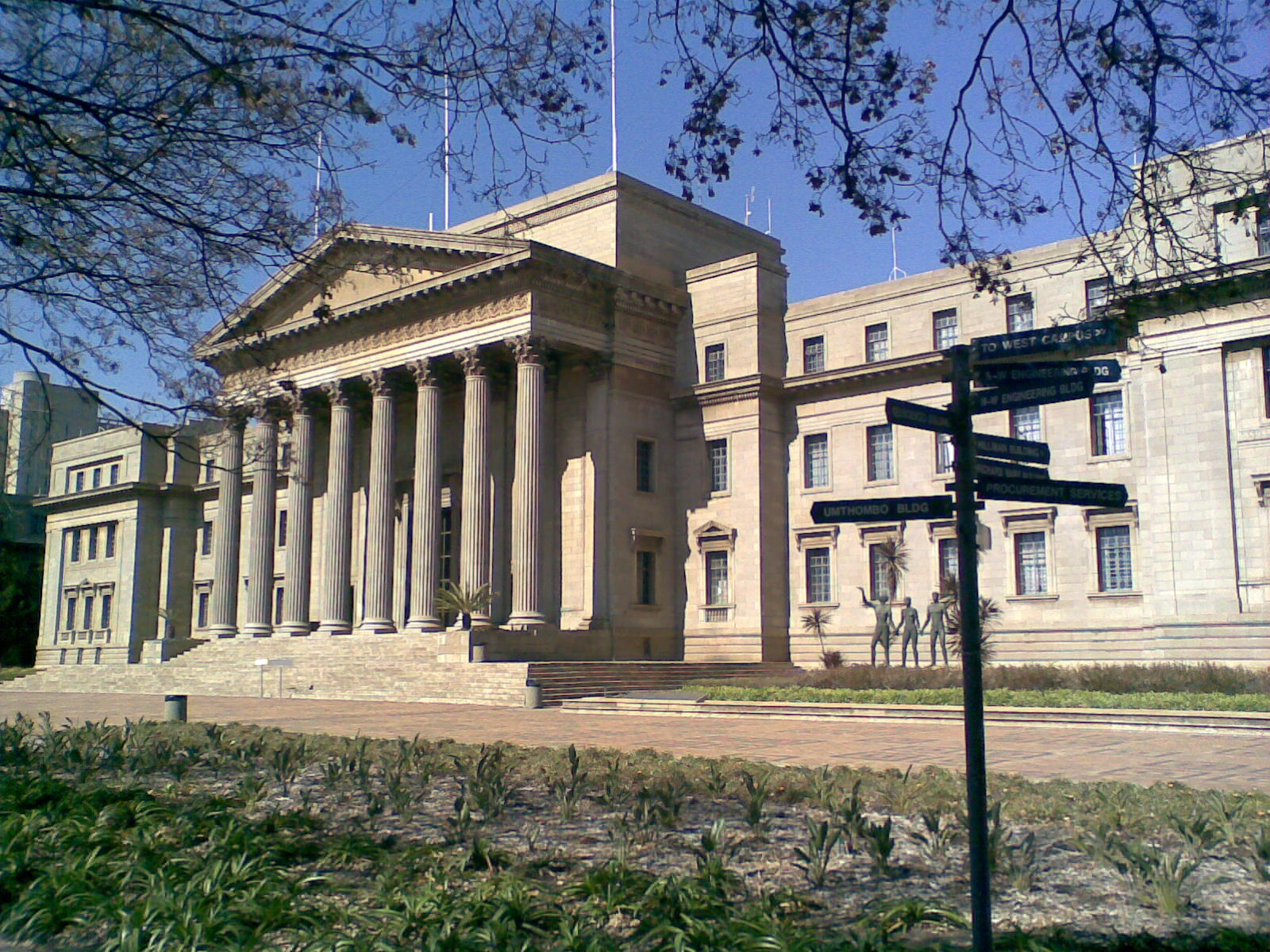
University of the Witwatersrand

University of the Witwatersrand är ett sydafrikanskt universitet beläget i Johannesburg, Gauteng. Universitetet, som kallas Wits University, grundades 1896 och har cirka 24 000 studenter.